# Hortensja (oratorka)
Hortensja – córka mówcy i adwokata rzymskiego, Hortensjusza Hortalusa (114 – 50 p.n.e.). Zyskała sławę w okresie republiki jako mówczyni. Wystąpiła w roku 42 p.n.e. przed członkami II triumwiratu z mową przeciwko opodatkowaniu najbogatszych Rzymianek, co zaowocowało zwolnieniem wielu kobiet z tego podatku.

## Życie
Hortensja pochodziła z arystokracji i wychowywała się w zamożnym domu. Była córką Hortensjusza Hortalusa prawdopodobnie z jego pierwszego małżeństwa z Lutecją. Jej ojciec był znany wśród Rzymian dzięki swym mowom na temat historii i prawa, a także współzawodnictwu z Cyceronem. Hortensja już od wczesnych lat życia miała kontakt z literaturą łacińską i grecką. Uczyła się retoryki czytając mowy rzymskich i greckich mówców.
Prawdopodobnie wyszła za mąż za swojego kuzyna, Kwintusa Serwiliusza Cepiona. Miała córkę, Serwillę.

## Mowa wygłoszona przed członkami II triumwiratu
W roku 42 p.n.e. prawie wszystkie legiony rzymskie, pod dowództwem triumwirów Oktawiana, Marka Antoniusza i Marka Lepidusa, prowadziły walki z zabójcami Juliusza Cezara. Aby uzyskać fundusze na prowadzenie wojny, triumwirowie konfiskowali majątki bogatych obywateli rzymskich zabitych w wyniku proskrypcji. Kiedy jednak to nie wystarczyło, Oktawian, Marek Antoniusz i Lepidus zagłosowali za opodatkowaniem 1400 najbogatszych kobiet w Rzymie. Zbulwersowane tym kobiety, których majątki miały pójść na wspomaganie wojen, wybrały Hortensję, aby w ich imieniu wystąpiła przed triumwirami. Wraz z liczną grupą obywateli rzymskich, kobiety wkroczyły na Forum Romanum w momencie, kiedy Hortensja wygłaszała swą słynną mowę. Poniżej urywek tej mowy udokumentowany przez greckiego historyka, Appiana:

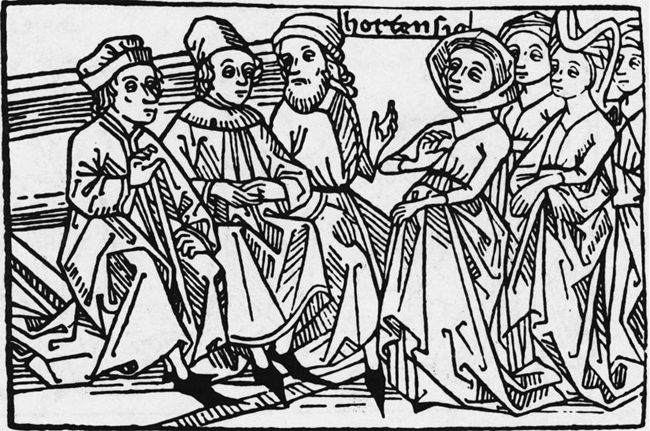
Hortensja wygłaszająca swą mowę

Już pozbawiliście nas ojców, synów, mężów i braci, których oskarżyliście o popełnienie zbrodni przeciwko wam; kiedy jeszcze zabierzecie nam nasze majątki, zniżycie nas do stanu niegodnego naszemu narodzeniu, obyczajom i stanowi. Dlaczego mamy płacić podatki, kiedy nie nam przypadają honory, dowództwo, rządzenie państwem, o co tak walczycie między sobą z tak nikczemnym rezultatem?"

Triumwirowie próbowali usunąć kobiety z rostra. Następnego jednak dnia ogłosili, iż tylko 400, a nie jak zamierzano, 1400, najbogatszych kobiet zostanie opodatkowanych.

## Literatura
- Valerius Maximus, Factorum et dictorum memorabilium libri viii.3.3.
- Edward Best, "Cicero, Livy, and Educated Roman Women", The Classical Journal, 1970, s.203.